# Кантабрийски планини
Кантабрийските планини (на испански: Cordillera Cantábrica) са планинска верига в северната част на Пиренейския полуостров, разположена изцяло на територията на Испания. Простира се от запад на изток покрай южните брегове на Бискайския залив на протежение около 500 km, като на запад прохода Пиедрафита ги отделя от Галисийския масив, а на изток, в района на град Памплона се свързват с Пиренеите. Максимална височина връх Торе де Середо 2648 m, издигащ се в масива Пикос де Европа.
Северните склонове на планината са стръмни, на места отвесни, дълбоко разчленени от речни долини и дефилета, а южните са полегати, обърнати към платото Месета. Най-високата, западна част (средна височина около 2000 m) е изградена от палеозойски кварцити, мрамори и варовици, а източната част (т.н. Баски планини) са много по-ниски (височина 1000 – 1500 m), състоят се предимно от хребети с меки очертания на върховете и склоновете. Изградени са от мезозойски варовици, пясъчници и доломити с широко разпространени карстови форми. Кантабрийските планини са богати на полезни изкопаеми. Големи залежи от черни и антрацитни въглища са разположени в западните части, в Астурия, Кастилия и Леон; най-големите мини за цинк се намират в Кантабрия, а в Паис Баско има залежи от железни руди.
Климатът е влажен, особено по северните склонове, а годишната сума на валежите надхвърля 1000 mm. Цялата планинска система е заета от гъста речна мрежа. От тях водят началото си множество реки, в т.ч. Ебро, няколко големи десни притока на Дуеро (Писуерга, Есла и др.), а на север текат къси и бурни малки реки, вливащи се директно в Бискайския залив. По северните склонове преобладават широколистните и смесените гори (дъб, бук, кестен, бор), а по южните – вечнозелени и листопадни храстови формации. Районите над 1600 – 1800 m са заети от субалпийски храсти и алпийски пасища.
В района Пикос де Европа между автономните региони Астурия, Кантабрия и Кастилия и Леон се намира един от най-големите национални паркове в Европа. Националният парк е едно от малкото места в Западна Европа, където се среща кафявата мечка.
В планините има хиляди пещери, от които в близо 50 има рисунки датиращи от палеолита. Сред най-известните от тях са Алтамира, Ел Кастило, Пиндал и много други.